# Michèle Artigue
Pour les articles homonymes, voir Artigues.
Michèle Artigue, née Lanne le 31 août 1946 à Bordères-sur-l'Échez dans les Hautes-Pyrénées en France, est une mathématicienne française spécialisée en didactique. Elle enseigne les mathématiques dans l'enseignement supérieur de 1970 à 2010. Elle est actuellement professeure des universités émérite, laboratoire de Didactique André Revuz, Université Paris Diderot.

## Formation
Reçue à l'École normale supérieure des jeunes filles (Sèvres) en 1965, elle devient élève fonctionnaire. Elle poursuit des études de mathématiques à la faculté des sciences de Paris, et obtient un diplôme d'Études approfondies (DEA) en mathématiques, option logique, en 1969. Elle est reçue 1re ex-aequo à l'agrégation de mathématiques (concours féminin) en 1969. En 1972, Michèle Artigue soutient un doctorat de troisième cycle en logique mathématique ayant pour titre « Automorphismes du treillis des récursivement énumérables » sous la direction de Daniel Lacombe. En 1984, elle soutient un doctorat d'État en didactique des mathématiques ayant pour titre « Contribution à l’étude de la reproductibilité des situations didactiques – divers travaux de mathématiques et didactique des mathématiques » sous la direction de André Revuz, et, en 1986, une habilitation à diriger des recherches.

## Carrière
De 1969 à 1991, elle occupe différents postes d'enseignement et de recherche, d'abord à l'université de Paris, puis à l'université Paris 7 qu'elle a rejointe en 1970 lors de la création des nouvelles universités parisiennes : assistante, puis maîtresse-assistante, puis maîtresse de conférences.
En 1991 elle devient professeure à l'IUFM (institut universitaire de formation des maîtres) de Reims.
Michèle Artigue regagne l'université Paris 7 en 1999. Elle y est professeure émérite depuis 2010.

## Travaux de recherche
Après des premiers travaux de recherche en logique, en récursivité, puis sur les modèles non standard en arithmétique, Michèle Artigue se consacre à la didactique des mathématiques, d'abord à l'école élémentaire, puis dans les premières années de l'Université et l'enseignement secondaire. Ses travaux de recherche ont concerné notamment l'enseignement de l'analyse au lycée et à l'Université, l'intégration des techniques informatiques dans l'enseignement des mathématiques du collège à l'Université, et plus récemment la conceptualisation des démarches d'investigation. Elle s'implique dans divers projets européens (STREP ReMath du 6e PCRD, projet Comenius EdUmatics, et les projets Fibonacci (2010-2013) et PRIMAS du 7e PCRD). Elle participe actuellement aux projets Mascil et Assist-me du 7e PCRD ainsi qu'au projet international Lexicon qui vise à identifier et comparer les termes utilisés dans différentes cultures pour décrire et conceptualiser les pratiques de classe en mathématiques.
En didactique théorique, ses contributions portent sur l'ingénierie didactique, et la reproductibilité des situations didactiques, les relations entre épistémologie et didactique, l'approche instrumentale des questions d'intégration technologique et les interactions entre approches théoriques en éducation mathématique.
Ses travaux de recherche ont donné lieu à l'édition ou coédition d'une quinzaine d'ouvrages, à la publication d'une cinquantaine d'articles dans des revues nationales ou internationales et d'une quarantaine de chapitres dans des livres de recherche.

## Responsabilités administratives et éditoriales
Elle assume des responsabilités dans la communauté nationale et internationale, notamment concernant l'enseignement des mathématiques.
- En 1999, elle est élue membre du bureau de la Commission française pour l’enseignement des mathématiques (Cfem)[5].
- Elle est nommée directrice de l'IREM Paris (instituts de recherche sur l'enseignement des mathématiques) de 1999 à 2004. Elle intègre le comité scientifique des IREM en 2004 et en devient présidente en octobre 2011[6].
- De 2008 à 2010, elle est directrice de l’école doctorale ED400 Savoirs scientifiques : épistémologie, histoire des sciences et didactique des disciplines de l'Université Paris Diderot.
- De 1998 à 2006 elle est vice-présidente de l'ICMI ( International Commission for Mathematical Instruction)[7], sous-commission de l'IMU (International Mathematical Union). Elle en est présidente de 2007 à 2010.

Michèle Artigue assure des responsabilités éditoriales : membre du comité de rédaction de la revue Educational Studies in Mathematics ; membre des comités scientifiques des revues Recherches en didactique des mathématiques, Revista Latino-Americana de Matematica Educativa, Educacion Matematica, Education & Didactique, Quadrante et Didactica Mathematicae.
En 2015, elle est coprésidente avec Cédric Villani du Forum des mathématiques vivantes, de l'école au monde, Paris, Lyon, Marseille, les 21 et 22 mars.

## Distinctions
- Chevalier de l'ordre national de la Légion d'honneur (depuis le 14 juillet 2015[8])
- 2013, médaille Felix Klein[9] attribuée tous les deux ans depuis 2003 par l'ICMI.
- 2014, médaille Luis Santalo du CIAEM (comité interaméricain d'Education mathématique)[10]